# Cool Insuring Arena
La Cool Insuring Arena est une salle polyvalente de Glens Falls dans l'État de New York aux États-Unis.

## Historique
Elle ouvre en 1979. Depuis 2015, sa patinoire accueille les Thunder de l'Adirondack de l'ECHL.